# Vincent Lombard de Langres
Vincent Lombard de Langres (1765-1830), era un editor, ensayista, dramaturgo, filósofo y poeta francés.

## Biografía
Después de la revolución francesa, cumplió diferentes cargas públicas. Fue embajador de Francia en Holanda y juez miembro de la Corte de casación hasta el golpe de Estado del 18 de brumario.

## Obras
Ensayos
- Histoire de la révolution de France
- Le dix-huit brumaire, ou Tableau des événemens qui ont amené cette journée, des moyens secrets par lesquels elle a été préparée, des faits qui l'ont accompagnée, et des résultats qu'elle doit avoir.
- Ecole des enfans, ou Choix d'historiettes instructives et amusantes propres à former le coeur de l'enfance, lui faire haïr le vice et aimer la vertu
- Le journaliste ou L'ami des moeurs,
- Les sociétés secrètes de l'armée - les Philadelphes, 1815, Edition : Paris : H. Gautier , [1897] bajo el seudónimo de Charles Nodier (1780-1844), prefacio: Paul Gaulot (1852-1937)
- Des sociétés secrètes en Allemagne et en d’autres contrées. De la secte des illuminés, du tribunal secret, de l’assassinat de KOTZEBUE etc..., librairie de Gide fils, 1819.
- Des Jacobins, depuis 1789 jusqu'à ce jour, ou état de l'Europe en janvier 1822 ; Paris, Marchands de Nouveautés, 1822.
- Le Dix-neuvième Siècle Suivi De Quatre Poemes Militaires - Le Grenadier , Le Conscrit , Le Houssard et Le Canonnier, Paris Chez Tous Les Marchands De Nouveautés, 1810.
- La vérité sur les sociétés secrètes en Allemagne ... par un ancien illuminé, Paris, Dalibon, 1819. Versión en línea en francés
- Histoire Des Sociétés Secrètes De L'armée, Et Des Conspirations Militaires Qui Ont Eu Pour Objet La Destruction Du Gouvernement De Bonaparte

Teatro
- Le journaliste ou L'ami des moeurs, comedia
- L'Athée, ou l'Homme entre le vice et la vertu, Edition : Paris : Librairie grecque-latine-allemande , 1818
- Les têtes à la Titus, Edition : Paris : Barba , an VI
- Le meunier de Sans-Souci, vaudeville en un acte. A Paris, chez Barba, an septième.
- Le Banquier, ou le Négociant de Genève. Comédie en trois actes et en vers ...
- Le royaume de Westphalie: Jérôme Buonaparte sa cour, ses favoris et ses ministres, 1820
- L'ambassade. Le consulat. Objects divers, Auguste Wahlen et compagnie, 1823
- Mémoires D'un Sot, Contenant Des Niaiseries Historiques, Révolutionnaires Et Diplomatiques: Recueillies Sans Ordre Et Sans Gout,
- Décaméron Français: Nouvelles, Historiques Et Contes Moraux

Poesía
- Les Amours de Mars et de Vénus, Impr. à Paris, d'après Weller.
- La Henriade travestie, poème en vers burlesques, avec des notes historiques et critiques, suivie des Amours de Mars et de Vénus', Parodie de "La Henriade" de Voltaire par Fougeret de Montbron d'après Barbier, Edition : Paris : Deslongchamps , 1835.
- JOSEPH, POEME EN HUIT CHANTS; PARIS. CHEZ LEOPOLD COLLIN, LIBRAIRE. 1807.

Editor
- Charles-Henri Sanson (1740-1806), Mémoires de l'exécuteur des hautes-oeuvres, 1830.

Filosofía
- Les tombeaux, ouvrage philosophique, A Chaumont, de l'imprimerie de Bouchard, et se trouve à Paris, chez Garnery, 1796.